# Olaf Pollack
Olaf Pollack (ur. 20 września 1973 w Räckelwitz) – niemiecki kolarz torowy i szosowy, mistrz olimpijski oraz dwukrotny medalista torowych mistrzostw świata.

## Kariera
Pierwszy sukces w karierze Olaf Pollack odniósł w 1990 roku, kiedy został wicemistrzem świata juniorów w drużynowym wyścigu na dochodzenie. Osiągnięcie to Niemcy z Pollackiem w składzie powtórzyli także rok później. Pierwszy medal w kategorii elite Niemiec zdobył w 1999 roku, kiedy na mistrzostwach świata w Berlinie wspólnie z Andreasem Kappesem był drugi w madisonie. W 2000 roku brał udział w igrzyskach olimpijskich w Sydney, gdzie wspólnie z Guido Fulstem, Robertem Bartko, Danielem Becke i Jensem Lehmannem wywalczył złoty medal w drużynowym wyścigu na dochodzenie, a w madisonie był szósty. Ponadto na mistrzostwach świata w Manchesterze w 2008 roku wraz z Rogerem Kluge zajął trzecie miejsce w madisonie. W tej konkurencji Pollack wystąpił również na igrzyskach olimpijskich w Pekinie, gdzie razem z Kluge był piąty. W 2009 roku w jego organizmie wykryto niedozwolone środki, wskutek czego został zawieszony przez Niemiecką Federację Kolarstwa. W 2009 roku zakończył karierę.